# Crawley
|  | Aquest article tracta sobre la ciutat anglesa. Vegeu-ne altres significats a «Crawley (desambiguació)». |

Crawley és un poble del districte de Crawley, West Sussex, Anglaterra. Té una població de 111.712 habitants i districte de 111.375.